# تراستامارا (مقاطعة)
إن لقب كونت تراستامارا هو لقب نبيل إسباني، مُنِح في الرابع من فبراير عام 1445 في مدينة سان مارتين دي بالديغليسياس من قِبل الملك خوان الثاني ملك قشتالة، وتم منحه بصيغة الوراثة إلى النبيل بيدرو ألفاريث أوسوريو.
ويحمل هذا اللقب حاليًا خايمي كاستيانو دي لا تشيكا.
يُعَدُّ لقب كونت تراستامارا، بحسب ما يراه النسّابون والمؤرخون، أقدمَ لقبٍ نبيلٍ في إسبانيا، إذ يظهر في القرن الحادي عشر كإقطاعٍ في شمال غاليسيا، وتحديدًا في المنطقة الواقعة ما وراء نهر التامبري (Tras-Tamara) أي شمال التامبري. وكان هذا الإقطاع تابعًا لملك ليون أو أحيانًا لملك غاليسيا، بحسب الفترات الزمنية، وكان مرتبطًا في بداياته بعائلة "دي تْرابا" النبيلة.
كان هذا الإقطاع من أهم الإقطاعيات في المملكة، ومن أكثرها توليدًا للدخل، إلا أن أفراد هذه السلالة لم يكونوا يحملون لقب "كونت تراستامارا" رسميًا، بل كانوا فقط يتولون إدارة هذه الأراضي بصفتهم "كونتات".
ولفترة من الزمن، استخدم الملوك هذا اللقب (وما يرتبط به من إيرادات كبيرة) كمكافأة لبعض النبلاء المخلصين، إذ كانوا يعيّنونهم "كونت تراستامارا" مدى الحياة، دون أن يكون اللقب وراثيًا. فكان اللقب يعود إلى التاج بعد وفاة من يحمله.
ومن أمثلة ذلك: ألفار نونييث أوسوريو، كبير موكّلي الملك ألفونسو الحادي عشر، الذي منحه الملك هذا اللقب أواخر سنة 1327.
وفي حدود عام 1340، قام الملك ألفونسو الحادي عشر، ملك قشتالة، بمنح لقب "كونت تراستامارا" إلى ابنه غير الشرعي إنريكي، والذي عُرف لاحقًا باسم إنريكي دي تراستامارا.
وقد أصبح هذا الإنريكي هو مؤسس أسرة تراستامارا الملكية، حيث تبنّى اسم لقبه ليكون اسمًا لسلالته. وبما أن اللقب أصبح وراثيًا، فقد نشأ عنه سلالة ملكية وصل أفرادها فيما بعد إلى عرش قشتالة وأراغون ونافارا وصقلية ونابولي.
وخلال الحرب الأهلية القشتالية الأولى، قام الملك بيدرو الأول بمنح لقب "كونت تراستامارا" إلى فرنان رويث دي كاسترو، الذي كان أقوى داعميه في غاليسيا، وقام بتجريد أخيه غير الشقيق إنريكي مؤقتًا من اللقب.
بعد معركة مونتييل، قام الملك إنريكي — بعد أن أصبح ملكًا — بتعيين ابن أخيه بيدرو إنريكي دي قاستيا كونتًا لتراستامارا.
وقد بقي هذا اللقب في سلالة إنريكيز حتى انقراضها سنة 1430.
وجدير بالذكر أن صعود أسرة تراستامارا إلى عرش قشتالة قد أحدث تحولات كبيرة في النظام الإقطاعي في غاليسيا، مما أدى إلى تراجع كبير في إيرادات كونتية تراستامارا.
وأخيرًا، في الرابع من فبراير سنة 1445، وبموجب امتياز ملكي صدر في بلدة سان مارتين دي بالديغليسياس، قام الملك خوان الثاني ملك قشتالة بتعيين بيدرو ألفاريث أوسوريو كونتًا لتراستامارا بلقب وراثي، وهو والد أول مركيز لأستورغا.
وقد بقي هذا اللقب في سلالة أوسوريو حتى اليوم، من خلال تلك الأسرة، التي اتحدت لاحقًا مع أسرة ألتاميرا، ومن ثم أصبح اللقب مرتبطًا بكنية "أوسوريو دي موسكوسو".
أسرة ترايا :
فرويلا بيرموديث (توفي عام 1091). في عام 1086، خلال حكم ألفونسو السادس ملك ليون، شارك في معركة الزلاقة.
بيدرو فرويلاس (توفي عام 1128)، ابن السابق.
فرناندو بيريث دي ترايا أو فرنان بيريث دي ترايا (توفي عام 1155)، ابن السابق.
غونثالو فرناندث دي ترايا (توفي عام 1165)، ابن فرناندو بيريث دي ترايا.
فرناندو غونثالث دي ترايا (توفي عام 1165)، ابن السابق.
غوميث غونثالث دي ترايا (توفي عام 1211)، شقيق السابق.
رودريغو غوميث دي ترايا (توفي عام 1261)، ابن السابق.
ألفار نونييث أوسوريو (توفي عام 1329). مُنح اللقب في أواخر سنة 1327 من قِبل الملك ألفونسو الحادي عشر. كان ابن ألفار رودريغيث أوسوريو، من علية القوم في مملكة ليون وسيد "بيّا أورناتي"، ومن إلفيرا نونييث. بلغ مكانة عالية لدى الملك ألفونسو الحادي عشر، فحمل ألقابًا عديدة: كان كونتًا على تراستامارا، ليموس وساريا، وسيدًا على كابريرا وريبيرا، كما شغل مناصب: حاجب الملك الأكبر، الميرينو الأكبر في ليون وأستورياس، القاضي الأكبر في بلاط الملك، كبير حجرة الملك، مقدم جيوش الحدود في الأندلس، حامل صولجان دير سانتياغو، وفارسًا في نظام فرسان القدّيس يوحنا الأورشليمي. غير أنه اغتيل عام 1329 بأمر من الملك ألفونسو الحادي عشر، وقُبيل تنفيذ الإعدام صودرت ألقابه وأملاكه.
إنريكي دي تراستامارا، والذي سيصبح لاحقًا ملكًا على قشتالة باسم إنريكي الثاني. مُنح اللقب قبل 20 مارس عام 1345.
فرنان رويث دي كاسترو، مُنح اللقب في 7 يونيو سنة 1366 من قِبل الملك بيدرو الأول، ثم صودِر منه سنة 1369 على يد إنريكي دي تراستامارا بعد مقتل شقيقه الملك بيدرو الأول.
بيدرو إنريكيز دي كاستيا (توفي في أورينسي، 2 مايو 1400)، كان أول كونت لتراستامارا، وهو لقب مُنح له سنة 1370، وكونت فيانا ديل بويّو، وقائد عام قشتالة (كندستابل)، وأول دوق لمولينا وسوريا. وُصف بأنه "أقوى النبلاء" أو "السيد العظيم لغاليسيا". كان ابنًا غير شرعي لـ فدريكو ألفونسو دي كاستيا، ماستر فرسان أمر سانتياغو، وحفيد الملك ألفونسو الحادي عشر ملك قشتالة.
تزوج من ابنة عمه، إيزابيل دي كاسترو وإنريكيز دي كاستيا، التي كانت السيدة الثانية لمملكتي ليموس وسارّيا.
وقد خلفه ابنه:
فدريكو إنريكيز دي كاستيا (1388 – مارس 1430)، كان ثاني وآخر كونت لتراستامارا من بيت إنريكيز، وأول دوق لأرخونا، وحامل العصا الكبرى في سانتياغو، والسيد الثالث على ليموس وسارّيا وأرخونيّا. في عام 1429 أُسِر بأمر من الملك خوان الثاني ملك قشتالة، وتم تجريده من جميع ألقابه وممتلكاته. توفي في مارس 1430 في قلعة بنيافييـل، وسط شبهات بأنه قُتل بأمر من الملك، على الرغم من أن مصادر أخرى تقول إنه مات لأسباب طبيعية.
قائمة حاملي لقب "كونت تراستámara"
أُنشئ اللقب بواسطة الملك خوان الثاني ملك قشتالة:
الأول: بيدرو ألفاريز دي أوسوريو (1445 - 1461)
الثاني: ألفار بيريز دي أوسوريو (1461 - 1471)
الثالث: بيدرو ألفاريز دي أوسوريو (1471 - 1505)
الرابع: ألفار بيريز دي أوسوريو (1505 - 1523)
الخامس: بيدرو ألفاريز دي أوسوريو (1523 - 1560)
السادس: ألفار بيريز دي أوسوريو إي بيمينتيل (1560 - 1567)
السابع: أنطونيو بيدرو ألفاريز دي أوسوريو (1567 - 1589)
الثامن: ألونسو ألفاريز دي أوسوريو (1589 - 1592)
التاسع: بيدرو ألفاريز دي أوسوريو (1592 - 1613)
العاشر: ألفار بيريز دي أوسوريو (1613 - 1659)
الحادي عشر: أنطونيو بيدرو سانشو دابيلا إي أوسوريو (1659 - 1689)
الثانية عشر: آنا دابيلا إي أوسوريو (1689 - 1692)
الثالث عشر: ميلشور فرانسيسكو دي غوثمان دابيلا أوسوريو (1692 - 1710)
الرابع عشر: فينتورا أنطونيو أوسوريو دي موسكوسو إي غوثمان دابيلا إي أراغون (1710 - 1734)
الخامس عشر: فينتورا أنطونيو أوسوريو دي موسكوسو إي فرنانديث دي كوردوبا (1734 - 1776)
السادس عشر: فيثينتي خواكين أوسوريو دي موسكوسو إي غوثمان (1776 - 1816)
السابع عشر: فرانسيسكو خابيير أوسوريو دي موسكوسو إي ألفاريث دي توليدو (1816 - ؟)
الثامن عشر: فيثينتي فيرير إيسابيل أوسوريو دي موسكوسو إي ألفاريث دي توليدو (؟ - 1837)
التاسع عشر: فيثينتي بيو أوسوريو دي موسكوسو إي بونس دي ليون (1837 - 1864)
العشرون: خوسيه ماريا أوسوريو دي موسكوسو إي كاربخال (1864 - 1881)
الحادي والعشرون: فرانسيسكو دي أسيس أوسوريو دي موسكوسو إي بوربون (1882 - 1924)
الثاني والعشرون: فرانسيسكو دي أسيس أوسوريو دي موسكوسو إي خوردان دي أوررييس (1926 - 1929)
الثالث والعشرون: فرانسيسكو خابيير أوسوريو دي موسكوسو إي راينوسو (1929 - 1950)
الرابع والعشرون: ماريا ديل بيربيتوا سوكورو أوسوريو دي موسكوسو إي راينوسو (1951 - 1952)
الخامس والعشرون: ماريا دي لا بلانكا بارون إي أوسوريو دي موسكوسو (1952 - 1974)
السادس والعشرون: رافائيل كاستيانو إي بارون (1974 - 2011)
السابع والعشرون: خايمي كاستيانو إي دي لا تشيكا (2011 - حتى الآن)
كونتات تراستامارا بالوراثة: 
بيدرو ألفاريث أوسوريو (حوالي 1405 - 11 يونيو 1461)، هو الكونت الأول لتراستامارا، وكان سيدًا على مقاطعات فيّلالوبوس، كاستروبيردي، فالديراس، فالديسكوررييل، فوينتس دي روبيل، وغيرها من الأراضي. كان من كبار رجال مملكة ليون، وحامل الراية الكبرى وشعار الملك، والحارس الأعلى للملك، وعضوًا في مجلسه.
هو ابن خوان ألفاريث أوسوريو، أحد كبار رجال ليون، وسيد فيّلالوبوس وكاستروبيردي، وحامل راية الملك وشعاره، والحاجب الأعلى للملكة كاتالينا دي لانكاستر. والدته هي ألدونثا دي غوثمان، ابنة راميرو نونييث دي غوثمان، سيد تورال، وإلثيرا دي باثان.
تزوّج في زواجه الأول من إيزابيل دي روخاس، سيدة سيبيدا، ابنة مارين سانتشيث دي روخاس، السيّد الثالث لمونثون، وإلفيرا مانريك.
وعقد زواجه الثاني من إلفيرا دي ثونيغا، أرملة خوان ألفونسو بيمينتيل، أوّل كونت لمايورغا، وهي ابنة بيدرو دي ثونيغا، أوّل كونت لبلاسينثيا، وإيزابيل دي غوثمان، سيدة خيبراليون وأرملة ألونسو بيريث دي بيبيرو.
وتزوّج للمرة الثالثة من إينيس دي غوثمان.
وقد خلفه في المنصب ابنه من الزواج الأول.
توفّي ألبار بيريث أوسوريو في مدينة ساريا عام 1471، وكان هو الكونت الثاني لتراستامارا، وأوّل ماركيز لأستوريغا، والسيّد الرابع لكاستروبيردي، وأوّل دوق لأغيار، وكذلك لبارامو، وبيّامانيان، وبلاديراس (في ليون)، وكاستروبيردي، وتشانتادا، وبونال. شغل منصب حامل راية الشارة الملكية، وكان القائد العام لغاليثيا وأستورياس.
تزوّج سنة 1465 من ليونور إنريكيز، ابنة فدريكي إنريكيز، أميرال قشتالة، وتيريزا دي كينيونيس.
وقد خلفه في الحكم ابنه.
ألبار بيريث أوسوريو (توفّي في 20 يناير 1523)، كان الكونت الرابع لتراستامارا، والماركيز الثالث لأستوريغا، والدوق الثالث لأغيار (وكان آخر من حمل هذا اللقب)، وحامل الراية الأكبر الثالث لشارة الملك، وفارسًا في وسام الصوف الذهبي.
تزوّج في زواجه الأول من إيزابيل سارميينتو إي ثونيغا، الكونتيسة الرابعة لسانتا مارتا، ثم في زواجه الثاني من كونستانثا أوسوريو دي كاسترو. وقد خلفه ابنه من الزوجة الأولى. 
بيدرو ألفاريث أوسوريو (توفّي في 1 نوفمبر 1560)، كان الكونت الخامس لتراستامارا، والماركيز الرابع لأستوريغا، والكونت الخامس لسانتا مارتا، وحامل الراية الأكبر الرابع لشارة الملك. وقد دُفن في كاتدرائية أستوريغا.
تزوّج في زواجه الأول عام 1523 من ماريا آنا بيمنتيل، ثم في الزواج الثاني من كونستانثا دي مندوسا، وفي الزواج الثالث من خوانا دي لايبا. وقد خلفه ابنه من الزوجة الأولى. 
ألبار بيريث أوسوريو إي بيمنتيل (توفّي في 29 سبتمبر 1567)، كان الكونت السادس لتراستامارا، والماركيز الخامس لأستوريغا، والكونت السادس لسانتا مارتا، وحامل الراية الأكبر الخامس لشارة الملك.
تزوّج من بياتريث ألفاريث دي توليدو إي إنريكيز دي غوثمان، وهي الابنة الصغرى لـفرناندو ألفاريث دي توليدو إي بيمنتيل، الدوق الثالث لألبا دي تورميس. وقد خلفه ابنه.
أنطونيو بيدرو ألفاريث أوسوريو (1559 - 12 فبراير 1589)، كان الكونت السابع لتراستامارا، والماركيز السادس لأستوريغا، والكونت السابع لسانتا مارتا، وحامل الراية الأكبر السادس لشارة الملك.
تزوّج من ماريا دي كينونيس إي بومونت. وقد خلفه عمه من جهة الأب:
ألونسو ألفاريث أوسوريو (توفّي في 25 ديسمبر 1592)، كان الكونت الثامن لتراستامارا، والماركيز السابع لأستوريغا، والكونت الثامن لسانتا مارتا، وحامل الراية الأكبر السابع لشارة الملك.
تزوّج من ماريا أوسوريو دي كاسترو، ابنة عمه. وقد خلفه ابن أخيه: 
بيدرو ألفاريث أوسوريو (توفّي في 28 يناير 1613)، كان الكونت التاسع لتراستامارا، والماركيز الثامن لأستوريغا، والكونت التاسع لسانتا مارتا، ونبيلًا من طبقة الكبار في إسبانيا، وحامل الراية الأكبر الثامن لشارة الملك، وقائدًا لألمودوفار.
تزوّج في 17 ديسمبر 1593 من بلانكا مانريكي دي أراغون. وقد خلفه ابنه:
ألبار بيريث أوسوريو (28 فبراير 1600 - 20 نوفمبر 1659)، كان الكونت العاشر لتراستامارا، والماركيز التاسع لأستوريغا، والكونت العاشر لسانتا مارتا، وحامل الراية الأكبر التاسع لشارة الملك، وقائدًا لألمودوفار وهيريرا.
تزوّج أولًا، في 15 مارس 1621، من ماريا دي توليدو. ثم عقد زواجه الثاني، قبل 12 يونيو 1636، من فرانسيسكا دي مندوسا إي أراغون. وتزوّج للمرة الثالثة، في 25 يونيو 1649، من خوانا فاخاردو مانريكي، كونتيسة سان ليوناردو.
أنطونيو بيدرو سانتشو دابيلا إي أوسوريو (توفي في 27 فبراير 1689)، كان الكونت الحادي عشر لتراستامارا، والماركيز العاشر لأستوريغا، والماركيز الرابع لفيلادا، والماركيز الثاني لبلدة سان رومان، والكونت الحادي عشر لسانتا مارتا، ومن كبار نبلاء إسبانيا مرتين، والسيد الحادي عشر لأراضي غوادامورا ولا فينتوسا، والسيد السادس لفيّانويفا، وسيد أراضي بولا وريفوخوس وميليماندا، ونبيلًا من رجال البلاط الخاصين بالملك كارلوس الثاني ملك إسبانيا، وسفيرًا لدى البابا في روما، ونائب الملك والقائد العام في فالنسيا (1664-1666)، ونائب الملك والقائد العام في نابولي (1672-1675)، والمشرف الأكبر على شؤون الملكة الأم ماريا لويزا، والقائد العام للمدفعية، وعضو مجلس الدولة.
كان ابن أنطونيو سانتشو دابيلا إي توليدو، الماركيز الثالث لفيلادا، وكونستانزا أوسوريو.
تزوّج في 24 فبراير 1634 من خوانا ماريا دي فيلاسكو، ماركيزة ساليناس ديل ريو بيسويرغا.
ثم عقد زواجه الثاني في سبتمبر 1641 من آنا ماريا دي غوثمان إي سيلفا، الكونتيسة الثالثة لسالتيس.
وتزوّج للمرة الثالثة في مارس 1643 من ماريا دي مندوسا إي بيمينتيل.
ولم يكن له أبناء، وقد خلفته شقيقته: 
آنا دابيلا أوسوريو (توفيت في 20 يوليو 1692)، كانت الكونتيسة الثانية عشرة على تراستامارا، الماركيزة الحادية عشرة على أستورا، الكونتيسة الثانية عشرة على سانتا مارتا، الماركيزة الخامسة على فيلادا، الماركيزة الثالثة على بلدة سان رومـان، وكانت من كبار إسبانيا ثلاث مرات، والسيدة الرابعة عشرة على مقاطعة بيّلابوبوس، والكونتيسة الخامسة على سالتيس، والسيدة الحادية عشرة لمنصب حامل راية شعار الملك.
تزوجت في 5 يناير 1650 من مانويل لويس دي غوثمان إي ثونيغا، المركيز التاسع على أيامونتي، والمركيز الرابع على بيّلامانريكي. وخلفه ابنهما:
ملتشور فرانثيسكو دي غوثمان دابيلا أوسوريو (توفي في 15 أبريل 1710)، كان الكونت الثالث عشر على تراستامارا، الماركيز الثاني عشر على أستورا، الكونت الثالث عشر على سانتا مارتا، الماركيز السادس على فيلادا، الماركيز الرابع على بلدة سان رومـان، الكونت السادس على سالتيس، الماركيز الخامس على بيّلامانريكي، الماركيز الثامن على أيامونتي، الكونت الرابع عشر على نييفا، وكان من كبار إسبانيا، وحامل راية شعار الملك الثاني عشر، وسيدًا على جميع ممتلكات وأراضي وألقاب عائلته، وفارسًا في وسام كالاترافا منذ عام 1685، وقائدًا على منطقة مانثاناريس باسم نفس الوسام، وقائدًا عامًا على إقليم غاليسيا (من 1696 حتى 1700).
تزوج أولًا في 18 ديسمبر 1677 من أنطونيا دي لا ثيردا إي أراغون (توفيت في 15 أغسطس 1679).
ثم تزوج في 16 يناير 1684 من ماريانا فيرنانديث دي كوردوبا إي فيغويروا، ابنة لويس إغناسيو فيرنانديث دي كوردوبا-فيغويروا إنريكيز دي ريبيرا، الدوق السادس على فيريا، وماريانا فيرنانديث دي كوردوبا كاردونا إي أراغون.
خلفه حفيده، ابن ابنته من زواجه الثاني آنا نيقولاسا أوسوريو دي غوثمان دابيلا (1692-1762)، الماركيزة الثالثة عشرة على أستورا، التي ورثت جميع الألقاب والمناصب من والدها وزوجها:
أنطونيو غاسبار دي موسكوسو أوسوريو إي أراغون (1689-1725)، الكونت الثاني عشر على مونتياغودو دي مندوسا، الماركيز السابع على ألماثان، الكونت الثامن على ألتاميرا، الماركيز الثامن على بوسا، الكونت السابع على لودوسا، الدوق السابع على سانلوكار لا مايور، الماركيز الرابع على ليغانيس، الماركيز الثالث على موراتا دي لا فيغا، الماركيز الرابع على مايرينا، الكونت الخامس على أرساركويار، الدوق الخامس على مدينة توريس، وكان العمدة الأعلى للنبلاء.
فينتورا أنطونيو أوسوريو دي موسكوسو إي غوثمان دابيلا إي أراغون (توفي في 29 مارس 1734)، كان الكونت الرابع عشر على تراستامارا، والكونت التاسع على ألتاميرا، والدوق الثامن على سانلوكار لا مايور، والدوق السابع على مدينة توريس، والماركيز الخامس على ليغانيس، والماركيز الرابع على موراتا دي لا فيغا، والماركيز الثامن على ألماثان، والكونت الثالث عشر على مونتياغودو دي مندوسا، والماركيز التاسع على بوسا، والكونت السادس على أرساركويار، والماركيز الخامس على مايرينا، والماركيز الخامس على موناستيريو، والماركيز الثامن على فيلادا، والماركيز السادس على بلدة سان رومـان، والماركيز السابع على فيّلامانريكي، والماركيز الحادي عشر على أيامونتي، والكونت الخامس عشر على سانتا مارتا، والكونت السادس عشر على نييفا، والكونت السابع على سالتيس، والسيد والأمير السابع على أراسينـا. لم يرث ماركيزية أستورا لأنه توفي قبل والدته.
تزوج في 10 ديسمبر 1731 من بوينافينتورا فيرنانديث دي كوردوبا إي كاردونا، الدوقة الحادية عشرة على سيسا. وخلفه ابنه:
فينتورا أنطونيو أوسوريو دي موسكوسو إي فيرنانديث دي كوردوبا (15 ديسمبر 1733 - 6 يناير 1776)، كان الكونت الخامس عشر على تراستامارا، والماركيز الرابع عشر على أستورا، والكونت السادس عشر على سانتا مارتا، والماركيز الثامن على فيلادا، والماركيز السابع على بلدة سان رومـان، والكونت الثامن على سالتيس، والماركيز الثامن على فيّلامانريكي، والماركيز الثاني عشر على أيامونتي، والكونت السابع عشر على نييفا، والكونت الرابع عشر على مونتياغودو دي مندوسا، والماركيز التاسع على ألماثان، والماركيز العاشر على بوسا، والنائب الحادي والعشرون على إسنخار، والدوق الثاني عشر على سيسا، والدوق العاشر على باينا، والدوق الحادي عشر على سوما، والكونت السادس عشر على بالاموس، والكونت العاشر على ألتاميرا، والكونت التاسع على لودوسا، والدوق التاسع على سانلوكار لا مايور، والماركيز السادس على مايرينا، والكونت السابع على أرساركويار، والماركيز السادس على ليغانيس، والماركيز الخامس على موراتا دي لا فيغا، والدوق السابع على مدينة توريس، والماركيز السادس على موناستيريو، والكونت الثاني عشر على تريفينتو، والكونت الثاني عشر على أفيلينو، والكونت الحادي عشر على أوليفيتو، وفارس وسام الصوف الذهبي في ديسمبر 1771، وخادم شرفي في بلاط الملك، وكبير الخيالة لأمراء أستورياس.
تزوج في مدريد في 21 سبتمبر 1749 من ماريا دي لا كونثيبثيون دي غوثمان إي دي لا ثيردا (توفيت في 7 أكتوبر 1803). وخلفه ابنه الوحيد:
فيثينتي خواكين أوسوريو دي موسكوسو إي غوسمان (مدريد، 17 يناير 1756 - 26 أغسطس 1816)، كان الكونت السادس عشر على تراستامارا، والماركيز الخامس عشر على أستورغا، والكونت السابع عشر على سانتا مارتا، والماركيز التاسع على فيلادا، والماركيز السابع على فيا دي سان رومان، والكونت الثامن على سالتيس، والماركيز التاسع على بيّامانريكي، والماركيز الثاني عشر على أيامونتي، والكونت السابع عشر على نييفا، والكونت الخامس عشر على مونتياغودو دي مندوسا، والماركيز العاشر على ألماثان، والكونت الحادي عشر على ألتاميرا، والنائب الثاني والعشرون على إيثناخار، والكونت السابع عشر على بالاموس، والدوق الثالث عشر على سيسا، والدوق الحادي عشر على باينا، والدوق الثاني عشر على سوما، والدوق الثامن على مدينة تورّيس، والدوق العاشر على سانلوكار لا مايور، والماركيز السادس على مايرينا، والماركيز السابع على ليغانيس، وكان فارسًا في وسام الصوف الذهبي، وغير ذلك.
تزوج أولًا في 3 أبريل 1774 من ماريا إغناسيا ألفاريث دي توليدو إي غونثاغا، ابنة أنطونيو ألفاريث دي توليدو أوسوريو بيريث دي غوسمان إل بوينو وزوجته الثانية ماريا أنطونيا غونثاغا، مركيزي فيّافرانكا ديل بييرثو. وتزوج للمرة الثانية من ماريا ماغدالينا فيرنانديث دي كوردوبا إي بونس دي ليون، ابنة مركيزي بوبيلا دي لوس إنفانتيس. خلفه الابن البكر من زواجه الأول:
فرانسيسكو خابيير أوسوريو دي موسكوسو إي ألفاريث دي توليدو، الكونت السابع عشر على تراستامارا. توفي دون ذرية قبل والده. خلفه أخوه:
فيثينتي فيرير إيسابيل أوسوريو دي موسكوسو إي ألفاريث دي توليدو (مدريد، 19 نوفمبر 1777 - 31 أغسطس 1837)، كان الكونت الثامن عشر على تراستامارا، والماركيز السادس عشر على أستورغا، والكونت السادس عشر على مونتياغودو دي مندوسا، والماركيز العاشر على فيلادا، والكونت الثامن عشر على سانتا مارتا، والماركيز الحادي عشر على ألماثان، والكونت الثاني عشر على ألتاميرا، والماركيز الثامن على ليغانيس، والدوق الرابع عشر على سيسا، والدوق الثاني عشر على باينا، والدوق الحادي عشر على سانلوكار لا مايور، وغير ذلك.
تزوج أولًا في 12 فبراير 1798 من ماريا ديل كارمن بونس دي ليون إي كاربخال، ثم تزوج في 14 فبراير 1834 من ماريا مانويلا يانغواس إي فرياس. خلفه ابنه من الزواج الأول:
فيثينتي بيو أوسوريو دي موسكوسو إي بونس دي ليون (توفي في 22 فبراير 1864)، كان الكونت التاسع عشر على تراستامارا، والماركيز السابع عشر على أستورغا، والكونت التاسع عشر على كابرا، والكونت السابع عشر على مونتياغودو دي مندوسا، والماركيز الحادي عشر على فيلادا، والماركيز الثاني عشر على ألماثان، والكونت الثالث عشر على ألتاميرا، والماركيز التاسع على ليغانيس، والدوق الخامس عشر على سيسا، والدوق الثالث عشر على باينا، والدوق التاسع على مدينة تورّيس، والدوق الثاني عشر على سانلوكار لا مايور، والكونت التاسع عشر على سانتا مارتا، وغير ذلك. وكان آخر من حافظ على وحدة جميع الممتلكات الموروثة التي راكمها أسلافه، ما جعله من كبار النبلاء في إسبانيا في زمانه. وكان خادم البلاط للملكة إيزابيل الثانية.
تزوج في 30 يونيو 1821 من ماريا لويزا دي كاربخال إي كيرالت. خلفه ابنه:
خوسيه ماريا أوسوريو دي موسكوسو إي كاربخال (12 أبريل 1828، مدريد - 4 نوفمبر 1881، قرطبة)، كان الكونت العشرين على تراستامارا، والماركيز الثامن عشر على أستورغا، والكونت العشرين على كابرا، والدوق السادس عشر على سيسا، والدوق الخامس على مونتيـمار، والدوق التاسع على أتريسكو، والماركيز العاشر على ليغانيس، والكونت الرابع عشر على ألتاميرا، وخمسة مرات كبير إسبانيا، والماركيز الثامن على إل أغيلّا، والتاسع على موراطا دي لا بيغا، والحادي عشر على فيا دي سان رومان، وفارس وسام ألكانتارا (30 مارس 1844)، وغير ذلك.
تزوّج خوسيه ماريا أوسوريو دي موسكوسو إي كاربخال، في القصر الملكي، في 10 فبراير 1847، من لويزا تيريزا دي بوربون، إنفانتا إسبانيا.
رزقا بابنهما فرانسيسكو دي أسيس أوسوريو دي موسكوسو إي بوربون (مدريد، 16 ديسمبر 1847 - مدريد، 18 يناير 1924)، الحاصل على الألقاب التالية: الكونت الحادي والعشرون لترستامارا، الدوق السابع عشر لسيسا، الكونت الخامس عشر لألتاميرا، الدوق السابع لمونتيمار، المركيز الرابع عشر لأغيلّا، الدوق التاسع عشر لماكيدا، وكان من فرسان وسام كالاترافا، وعضوًا في "مايستراثا دي روندا"، وحاصل على الوشاح الأكبر من وسام كارلوس الثالث، و"خادم شرف عظيم في إسبانيا".
تزوّج في 1 ديسمبر 1873 من ماريا بيلار خوردان دي أورييس إي رويث دي أرانا. وقد خلفه في سنة 1926 ابنه:
فرانسيسكو دي أسيس أوسوريو دي موسكوسو إي خوردان دي أورييس (مدريد، 6 ديسمبر 1874 - مدريد، 5 أبريل 1952)، وكان يحمل الألقاب التالية: الكونت الثاني والعشرون لترستامارا، المركيز التاسع عشر لأستورغا (منذ 1882 بتنازل من والده)، الكونت الثاني والعشرون لكابرا (منذ 1925 بعد وفاة عمه دون ورثة)، وكان من أصحاب العظمة في إسبانيا من الدرجة الأولى مرتين، الدوق الثامن عشر لسيسا، الدوق التاسع عشر لماكيدا، الكونت السادس عشر لألتاميرا، والمركيز العاشر لأغيلّا، والمركيز السادس عشر لأيّامونتي (1925)، وغيرهم من الألقاب، وكان أيضًا من "خدام الشرف العظماء في إسبانيا" في عهد الملك ألفونسو الثالث عشر.
تزوّج في زواجه الأول، في 8 ديسمبر 1897، من ماريا دي لوس دولوريس دي راينوسو إي كيرالت (توفيت في 28 يونيو 1905)، الكونتة الحادية عشرة لفوينكلارا، ومن أصحاب العظمة في إسبانيا. ثم تزوّج في زواجه الثاني، في 12 أكتوبر 1909، من ماريا دي لوس دولوريس تارامونا إي دياز دي إنتري سوتو (بلباو، 15 مارس 1880 - بلباو، 6 يناير 1963)، وهي شقيقة كونت كاستيلنوفو السادس عشر.
وفي سنة 1929، خَلَفَهُ بالتنازل، ابنه من الزواج الأول:
فرانسيسكو خافيير أوسوريو دي موسكوسو إي راينوسو، الكونت الثالث والعشرون لترستامارا. وبعد وفاته، خَلَفته شقيقته في سنة 1951:
ماريا ديل بيربيتوا سوكورّو أوسوريو دي موسكوسو إي راينوسو، الكونتة الرابعة والعشرون لترستامارا.
وفي عام 1952، خَلَفَتها ابنتها:
ماريا دي لا بلانكا بارون إي أوسوريو دي موسكوسو (أفيلا، 10 يونيو 1925 - مدريد، 8 مارس 1999)، الكونتة الخامسة والعشرون لترستامارا، والكونتة الرابعة والعشرون لبرييغو، والمركيزة الرابعة عشرة لألماثان، والكونتة الحادية عشرة لمونتياغودو دي مندوسا، والمركيزة الخامسة عشرة لمونتيمار، والكونتة الحادية والعشرون لسانتا مارتا، والكونتة السابعة لفاليرموسو.
تزوّجت في مدريد، في 12 يونيو 1944، من خايمي دي كاستيانو إي ماتثاريدو، المركيز الرابع لمونتيمولين، والكونت البابوي الثاني لكاستيانو، وفارس وسام مالطا. وفي عام 1974، خَلَفَهُ ابنهما بالتنازل:
رافائيل كاستيانو إي بارون، الكونت السادس والعشرون لترستامارا، المركيز الخامس لمونتيمولين، والكونت البابوي الثالث لكاستيانو، والكونت الثاني والعشرون لسانتا مارتا.
تزوّج من ماريا بالوما دي لا تشيكا إي كوبيان. وفي عام 2011، خَلَفَهُ ابنهما بالتنازل:
خايمي كاستيانو إي دي لا تشيكا، الكونت السابع والعشرون لترستامارا.